# سیارک ۲۲۷۹۶۲
سیارک ۲۲۷۹۶۲ (به انگلیسی: 227962 Aramis، نامگذاری:2007HQ14)۲۲۷۹۶۲مین سیارک کشف شده‌است که در ۱۹ آوریل ۲۰۰۷ کشف شد.